# Acroricnus nigriscutellatus
Acroricnus nigriscutellatus är en stekelart som beskrevs av Tohru Uchida 1930. Acroricnus nigriscutellatus ingår i släktet Acroricnus och familjen brokparasitsteklar. Inga underarter finns listade i Catalogue of Life.